# Priest (film)
Priest je britský hraný film z roku 1994, který režírovala Antonia Bird. Snímek měl světovou premiéru na Mezinárodním filmovém festivalu v Edinburghu.

## Děj
Mladý kněz Greg Pilkington přichází na své první místo v malé farnosti v chudé oblasti Liverpoolu. Zde již působí starší pastor Matthew Thomas. Greg je má velmi konzervativní názory, což vede ke konfliktům s Matthewem Thomasem, který udržuje tajný vztah se svou hospodyní Marií Kerrigan. Greg  nemá pro tuto lásku žádné pochopení. Gregovy city se ale jednoho dne ocitnou ve zmatku, když se sám zamiluje do mladého Grahama. Greg, který byl zpočátku sebevědomý ve své víře, se najednou cítí bezmocný. Jeho bezmoc se ještě zvýší, když mu 14letá Lisa při zpovědi sdělí, že ji její otec sexuálně zneužívá. Gregův svět se nakonec zhroutí, když ho policie přistihne při líbání s Grahamem v autě. Jeho homosexualita je nyní veřejně známá. Mladý kněz se smiřuje s koncem svého kněžského života. Matthew se ho snaží přesvědčit, aby se vrátil.

## Obsazení
| Linus Roache       | otec Greg Pilkington |
| Tom Wilkinson      | otec Matthew Thomas  |
| Robert Carlyle     | Graham               |
| Cathy Tyson        | Maria Kerrigan       |
| Christine Tremarco | Lisa Unsworth        |
| Lesley Sharp       | Lisina matka         |
| Robert Pugh        | Lisin otec           |
| James Ellis        | otec Ellerton        |

## Ocenění
- Mezinárodní filmový festival v Torontu: Cena diváků
- Mezinárodní filmový festival v Berlíně: cenu Teddy (cena diváků)